# 日本創造学会
日本創造学会（にほんそうぞうがっかい、英称：Japan Creativity Society、略称：JCS）は、創造性に関連する分野を横断的に取り扱っている学会である。日本学術会議協力学術研究団体。1979年10月20日に設立された
。

## 概要
日本創造学会は、創造性は広く文明の根底に横たわっており、すべての人間に与えられてる人類すべての共通の課題としている。
あたゆる分野と方法の創造的な結合により、創造に関する研究と実践の育成発展とその成果を社会に浸透、普及させることを目的としている。
またアメリカの創造教育財団（CEF）に次ぐ、世界二番目の創造性研究者の学術団体である。

## 沿革
- 1973年 - 日本創造学会の前身、東京創造性懇話会が発足
- 1976年 - 「創造性研究-創刊号」を出版
- 1979年 - 穐山貞登、上野一郎、河合隼雄、川喜田二郎、公文公、小松左京、多湖輝、立石一真、中山正和、西堀栄三郎、林雄二郎などの発起人が日本創造学会設立を提起
- 1979年10月20日～10月21日に、日本創造学会の創立総会及び第一回研究大会を東京都新宿区で開催、以後研究大会は毎年1回開催され、会場は原則として首都圏と地方の交互で開催。第1回の研究大会で「研究集会論文集」を発行、以後「研究大会論文集」と改名し、毎年発行。理事会は理事を中心に原則として2か月に1回開催。
- 1980年3月 -「ニューズレター」第1号が発行され以後毎年4回程度発行。
- 1982年 - 1982年-1994年まで学会初の研究会「コロキューム」が海外を含め約50回開催。国際交流事業で「米国創造性研究調査団」の派遣。
- 1983年 - 1983年-1994年まで学会編の普及書「創造性研究」(共立出版)全10号発行。
- 1984年 - 国際交流の「創造学交流中国訪問団」を実施。
- 1990年 - 「企業創造化への発想-10周年記念講演集-」(毎日コミュニケーションズ)を出版。
- 1996年 - 「論文誌(Journal of Japan Creativity Society)」の第1号を発行、以後毎年発行。
- 2002年 - 中国政府公認「国際創造学シンポジウム」(於:上海)」に19名が参加。
- 2003年 - 「論文誌論文賞」「研究大会論文賞」(後に研究大会発表賞と改定)を創設。
- 2004年 - 日本創造学会他共催の「国際会議(KICSS)」を開催。以後アジア各地で毎年開催。日経新聞と共催で「創造性シンポジウム」を開催、日経産業新聞に約40回記事を連載。日経新聞と江崎玲於奈委員長の創造委員会を結成、研究会を5回開催。
- 2005年 - 韓国で開催の「第6回世界知識会議(World Knowledge Forum)」で、会長、理事長等が講演。
- 2006年 - 論文誌が世界の逐次刊行物番号「国際管理番号ISSN」を取得。「学会ホームページ」を報告型から情報発信型へと刷新。2006年発足の「経営関連学会協議会」に参画、シムポジウムの企画や英文論文誌の発行に貢献。
- 2007年 - 「著作賞」を創設、2年毎に選考・表彰を実施。
- 2008年 - 「ニューズレター」が印刷物からデジタル版になり、電子メールによる 配信に移行。創立30周年を迎え記念誌「創造性研究のあゆみ」を出版。創造性研究会（会員向自由参加型研究会）企画運営開始。
- 2014年 - 創造性研究会をクリエイティブサロンに改名、参加対象を一般にも広げ講演会、ワークショップなどを企画運営、継続実施。
- 2016年 - 「西日本支部が発足、支部大会を2016年と2017年に近畿大学で開催。年次発行の日本創造学会論文誌は査読・採択が厳しくなり、論文誌の質が向上。
- 2018年 - 創造学会論文誌は電子書籍に移行し「J-STAGE」で一般公開される。世界各国の創造性関係学会と連携した「創造性国際会議」を、近畿大学と共催で開催。研究発表は、創造性研究や技法等から、イノベーションやアクティブラーニング等に拡大。
- 2019年 - ドイツ創造学会より、創造賞（CREO）を授与される（徐方啓会長とともに）。

## 研究大会
毎年秋に研究大会が開催されている。研究大会は首都圏と地方を交互に開催し、広く会員の研究・実践成果を発表する場となっている。また、2017年より西日本支部による西日本支部発表会もおおむね5月に開催されている。
- 第41回 日本創造学会研究大会
  - 過去の研究発表大会

## 社会的活動
「クリエイティブ・サロン」というイベントを、概ね隔月で開催している。創造性に関する知識とノウハウを会員のみならず、一般の方にも紹介する研究会である。
基本的に講演会とワークショップの2部構成となっている。
- クリエイティブ・サロン報告

## 学会誌
- 『日本創造学会論文誌』（2017年（Vol. 21）以降J-STAGEにて公開）

それ以前のものは事務局に問い合わせることで入手ができる。

## 刊行物
- ニューズレター（会員向け）
- 日本創造学会編『創造の理論と方法(創造性研究 1)』、共立出版、1983年
- 日本創造学会編『創造の諸型 (創造性研究 2)』、共立出版、1984年
- 日本創造学会編『創造と企業 (創造性研究 3)』、共立出版、1985年
- 日本創造学会編『創造と教育 (創造性研究 4)』、共立出版、1986年
- 日本創造学会編『日本の科学者と創造性 (創造性研究 5)』、共立出版、1987年
- 日本創造学会編『創造性研究と測定 (創造性研究 6)』、共立出版、1988年
- 日本創造学会編『創造的な問題解決 (創造性研究 7)』、共立出版、1989年
- 日本創造学会編『創造的なイメージ (創造性研究 8)』、共立出版、1991年
- 日本創造学会編『「驚き」から「閃き」へ (創造性研究 9) 』、共立出版、1992年
- 日本創造学会編『異分野・異文化の交流と創造性 (創造性研究 10)』、共立出版、1994年
- 日本創造学会編『創造性研究のあゆみ -日本創造学会30年誌-』、2008年
- 日本創造学会監修／高橋誠 (教育学者)編著『実例から学ぶ 創造技法』、2020年